# 佐藤裕一
佐藤 裕一（さとう ゆういち、1975年4月 - ）は、日本のフリーランス記者。日本不審者情報センター合同会社代表。

## 来歴
東京都出身。慶應義塾大学文学部卒業。ネットメディア役員を経て2008年に「回答する記者団」をつくる。テーマは若者の過労死問題と鉄道人身事故のデータベース化。著書に駅構内で発生した鉄道人身事故約4000件を網羅した『鉄道人身事故データブック2002-2009』（柘植書房新社、2011年07月）がある。2016年、不審者情報を専門とする報道機関として「日本不審者情報センター合同会社」（法人番号：6010003023628）を設立。警察や自治体から公表された不審者情報をインターネットを通じて情報発信を行っている。講道館柔道5段。

## 著書
- 『鉄道人身事故データブック2002-2009』柘植書房新社、2011年07月上旬
- 『「鉄道最前線」ベストセレクション／なぜ南武線で失くしたスマホがジャカルタにあったのか』（集英社、２０１７年、共著、東洋経済オンライン編）。